# To Rome with Love
To Rome with Love é uma comédia romântica escrita e dirigida por Woody Allen, lançado em 22 de julho de 2012. O filme foi filmado em Roma, Itália. A trama apresenta quatro histórias distintas, com pessoas de diferentes gerações e nacionalidades, que passam por aventuras amorosas na capital italiana. O filme tem no elenco Jesse Eisenberg, Elliot Page, Penélope Cruz, Alec Baldwin, Roberto Benigni, Judy Davis, Greta Gerwig, Alison Pill, e o próprio Allen, sendo esta sua primeira aparição num filme desde Scoop de 2006.
No total, o filme arrecadou mais de US$73 milhões de dólares em bilheteria.

## Sinopse
Situado na romântica cidade de Roma. As histórias entrelaçadas de um trabalhador que quando acorda, encontra-se como uma celebridade, um arquiteto que leva uma viagem de volta à rua que ele viveu como um estudante, um jovem casal em sua lua de mel, e um diretor de ópera frustrado que tem um talento para descobrir cantores talentosos.

## Elenco
- Woody Allen - Jerry
- Alec Baldwin - John
- Roberto Benigni - Leopoldo
- Penélope Cruz - Anna
- Judy Davis - Phyllis
- Jesse Eisenberg - Jack
- Greta Gerwig - Sally
- Elliot Page (creditado como Ellen Page) - Monica